# Млади години
„Млади години“(на руски: Годы молодые) е съветска музикална комедия на режисьора Алексей Мишурин от 1959 година.

## Сюжет
Внимание:  Текстът по-долу разкрива сюжета на произведението (или части от него)!
Главната героиня на филма Наташа мечтае да постъпи в театралното училище в Киев. Но пътя към столицата се оказва доста трънлив. На Наташа и се налага да пътува дори върху покрива на вагон, преоблечена като момче. Още по-трудни се оказват изпитите за самото училище.

## В ролите
- Светлана Живанкова като Наташа Артьоменко
- Андрей Сова като уредника на Дома на културата Иван Семьонович
- Людмила Алфимова като пеещото момиче
- Валерий Рудной като Сергей
- Александър Хвиля като Днепров-Задунайский
- Сергей Сибел като Юра

## Награди
Първа награда за музика на композитора Платон Майборода на ВКФ в Киев през 1959 година.